# 張健 (水泳)
張健 (ちょうけん、Zhang Jian、1964年6月- )は、中華人民共和国の北京体育大学の教師であり、水泳の実績で著名な人物。彼は渤海海峡や瓊州海峡を泳いで横断したことで知られている。